# 민중당 (1967년)
민중당은 대한민국의 해산한 정당이다. 1963년 9월 11일에 신민회라는 이름으로 창당했으며 1967년 2월 25일에 민중당으로 당명을 변경했다. 
대한민국 제8대 국회의원 선거에서 김포군·강화군 선거구에서 김재춘 후보가 당선되면서 원내 정당이 되었다.
1973년 7월 3일에 해산했다.